# Demirli (Ergani)
Demirli is een dorp in het Turkse district Ergani en telt 328 inwoners (2000).

## Verkeer en vervoer

### Wegen
Demirli ligt aan de nationale weg D360.
Centrale districtsplaats (İlçe Merkezi): Ergani
Gemeenten (Beldeler): Şölen
Dorpen (Köyler):
Ahmetli · Akçakale · Alitaşı · Armutova · Aşağıkuyulu · Azıklı · Bademli · Bahçekaşı · Bereketli · Boğazköy · Boncuklu · Bozyer · Caferan · Canveren · Çakartaş · Çakırfakır · Çayırdere · Çayköy · Çukurdere · Dağarası · Dallıdağ · Değirmendere · Demirli · Dereboyu · Deringöze · Develi · Dibektaş · Doğanköy · Gökiçi · Gözekaya · Gözlü · Gülerce · Güneştepe · Güzelyurt · Hançerli · Hendekköy · İncehıdır · Karaburçak · Karpuzlu · Karşibağlar · Kayan · Kesentaş · Kıralan · Kocaali · Kortaş · Koyunalan · Kömürtaş · Kumçi · Morkoyun · Olgun · Ortaağaç · Ortayazı · Otluca · Özbilek · Pınarkaya · Sabırlı · Salihli · Sallar · Sallıca · Selmanköy · Sesverenpınar · Söğütalan · Sökündüzü · Tevekli · Usluca · Üçkardeş · Üzümlü · Y.Karpuzlu · Yakacık · Yamaçlar · Yapraklı · Yayvantepe · Yeniköy · Yeşiköy · Yolbulan · Yolköprü · Yukarıkuyulu · Ziyaret